# Dov Zifroni
Dov Zifroni (Hebreeuws: דב צפרוני) (Herzliya, 17 februari 1976) is een Israëlische schaker. Hij is sinds 1999 een grootmeester (GM).

## Resultaten
In 1993 werd hij Internationaal Meester (IM). In 1998 won hij het Moshe Czerniak Memorial, waarmee hij zijn 2e GM-norm behaalde. In 1999 won hij het 15e Czerniak Memorial in Tel Aviv. Hiermee behaalde hij ook zijn laatste GM-norm, waardoor hij in dat jaar ook grootmeester werd.
Verdere resultaten in toernooien:
- Czerniak Memorial, Bikurei Haitim 1997: gedeeld 1e–4e
- Herzliya 2000: gedeeld 2e–3e
- Sluzky Leonid Memorial, Herzlia 2009: gedeeld 1e–3e

Per januari 2021 was zijn Elo-rating 2467. Eind 2003 bereikte hij de Elo-rating 2552, waarmee hij de 10e speler van Israël was.

## Schaakverenigingen
In Israël speelt hij voor de Herzlia Chess Club, waarmee hij ook deelnam aan de European Club Cup, namelijk in 1997, in Kazan, aan bord 3, in 2001, in Panormos aan bord 1 en in 2007, in Kemer, aan bord 2.
In 2005 speelde hij aan het eerste bord van het team van de Universiteit van Tel Aviv dat in dat jaar de 9e Israëlische Universiteitskampioenschappen won.